# Diviacka Nová Ves
Diviacka Nová Ves es un municipio del distrito de Prievidza en la región de Trenčín, Eslovaquia, con una población estimada a final del año 2024 de 1760 habitantes.
Se encuentra ubicado al este de la región, cerca del río Nitra (cuenca hidrográfica del Danubio) y de la frontera con las regiones de Banská Bystrica y Žilina.

## Demografía
| Año        | 1994 | 2004    | 2014 | 2024    |
| ---------- | ---- | ------- | ---- | ------- |
| Población  | 1730 | 1754    | 1754 | 1760    |
| Diferencia |      | +1,38 % | +0 % | +0,34 % |

| Año        | 2023 | 2024    |
| ---------- | ---- | ------- |
| Población  | 1761 | 1760    |
| Diferencia |      | −0,05 % |